# رود روبرتس
رود روبرتس (بالإنجليزية: Rod Roberts)‏ هو سياسي أمريكي، ولد في 22 أكتوبر 1957 بويفرلي في الولايات المتحدة. حزبياً، نشط في الحزب الجمهوري. وقد انتخب عضو مجلس نواب ولاية ايوا.